# Разнообразие, равенство и инклюзивность

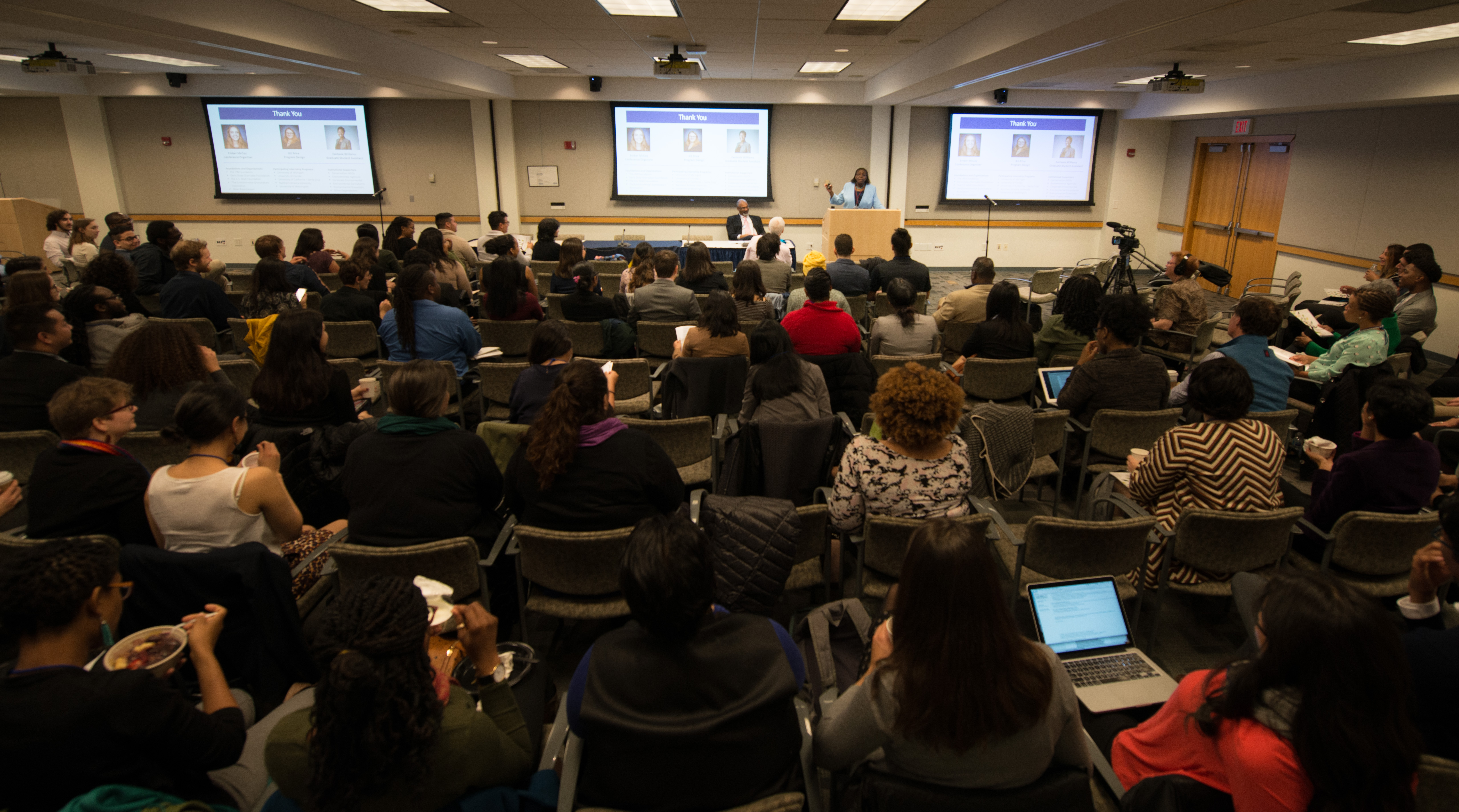
Семинар по DEI в Калифорнийском университете

Разнообра́зие, ра́венство и инклюзи́вность (англ. diversity, equity, and inclusion) или DEI — общее название для комплекса мер, проводимых в Северной Америке и в странах Англосферы, направленное на достижение представленности и равноправия для исторически непредставленных и угнетённых социальных групп. DEI-организации посредством разных мер борются с институциональным неравенством и внедряют политику идентичности. Активнее всего политика DEI внедрялась в период президенства Джо Байдена в первой половине 2020-х годов. 
Определение DEI основано на трёх принципах — разнообразие, признаёт, что люди могут отличаться по признаку пола, расы, национальности, религии, культуры, возраста, мировоззрений, гендерной идентичности, сексуальной ориентации. Равенство и справедливость отсылает к справедливости и правосудию для людей разнообразных групп. Создание равенства для всех групп недостаточно, так как в силу исторических причин некоторые группы находятся в более неблагоприятном положении и по принципу справедливости они могут претендовать на особые привилегии, чтобы в итоге достигнуть равенства с исторически более привилегированными группами. Инклюзивность, или включённость (в значении инкорпорации), как антипод маргинализации и исключённости, подразумевает создание культуры и общества, в которых все группы имеют право голоса и будут услышаны. 
DEI чаще всего упоминается в контексте учебных мероприятий, например тренингов по разнообразию. DEI стало частью корпоративной культуры во многих американских компаниях, в академических кругах, школах и больницах. Особое распространение DEI получило в 2020-х годах и стало предметом ужесточённой критики из-за её зачастую спорной эффективности, усиления ограничения свободы слова, особенно в академической среде. В англоязычном интернете DEI стало использоваться, как пейоратив, синонимичный SJW, «повестке» или воук, также DEI может использоваться, как аналог этнического оскорбления в основном в отношении чернокожих. По состоянию на 2024 год, 60% американцев поддерживали политику DEI.

## История
Политика, аналогичная DEI существовала в США ещё с 1960-х годов, когда президентский указ № 10925, подписанный Джонном Кеннеди требовал от компаний равного и уважительного отношения к сотрудниками вне зависимости от их половой и расовой принадлежности и чтобы это не становилось препятствием для найма на работу. Следующий указ №11246, подписанный президентом Линдоном Джонсоном в 1965 году прямо запрещал отказывать в найме работниками по признаку расы, религии и национальности. Для достижения выше поставленных целей, некоторые компании и учебные заведения ввели политику позитивной дискриминации, предоставляя квоты для недопреставленных групп при найме на работу или принятии в учебное заведение. В течение многих лет данная политика вызывала споры, многие утверждали, что она давала нечестное преимущество людям по признаку расы и пола, сторонники позитивной дискриминации считали, что она являлась своеобразной расплатой, компенсацией за историческую дискриминацию. Политика позитивной дискриминации была заметно ослаблена при президенстве Рональда Рейгана. 
В 2003 году корпорации тратили 8 миллиардов долларов в год на достижение разнообразия, эти меры поддерживал президент Барак Обама. Современная этика DEI была сформирована на волне протестов вокруг MeToo и Black Lives Matter. Во многом она похожа на позитивную дискриминацию, но если первая сосредоточена только на достижении равенства для разных групп, то DEI также продвигает лево-зелёную политическую повестку, политику идентичности — предоставление голосов маргинальным группам. 
Наиболее активный период распространения DEI пришёлся на президенство демократа Джо Байдена, для этих целей подписавшего несколько законов. Сам бизнес, завязанный на продвижении DEI, со слов редакции New York вырос в астрономических размерах. По оценкам The Economist, число нанятых людей в рамках достижения квоты на разнообразие увеличилось в четыре раза c 2010 года. Одновременно ряд республиканских штатов прямо запретили на своей территории проведение политики DEI.
После протестов Black Lives Matter в 2020 году многие американские компании сформировали специальные команды по разнообразию, равенству и инклюзивности. Пиковое количество DEI-работников пришлось на начало 2023 года, но начало сокращаться после этого. Из-за их сомнительной эффективности, к 2024 году многие компании распустили DEI-команды, предпочитая заказывать услуги у DEI-консультантов. Сокращение DEI было также связано с нарастающими юридическими проблемами, систематическим усилиям, направленным на усиление расового равенства и нарастающим реакционизмом. В 2023 году более половины всех работников в США проходили в той или иной форме обучение по инклюзивности и разнообразию. Компании, проводящие DEI-политику также часто внедряют экологическое, социальное и корпоративное управление (ESG).
Переломный момент настал вместе с вступлением в президентский срок республиканца Дональда Трампа, объявившего программы DEI «незаконными, аморальными и дискриминационными». Он немедленно отменил действовавший ещё с 1965 года «указ 11246» о позитивной дискриминации при найме на работу, а также приказал свернуть все правительственные DEI программы и уволить их сотрудников. Многие крупнейшие американские компании, вроде Walmart, Meta, Amazon, McDonald's, Ford, Lowe's, Harley-Davidson, John Deere, Tractor Supply и PBS ещё начиная с конца 2024 года свернули DEI-программы и приостановили своё участие в индекс корпоративного равенства.

## Споры
DEI критикуется за излишнюю идеологизацию и политизацию. Редактор CNN Фарид Закария заметил, что среды, где наиболее активно продвигается DEI — политизируются и происходит уничтожение идеологического разнообразия и подавление свободы мнений, а вместе с этим — невозможность критической оценки DEI. Консервативные политики и активисты обвиняют сторонников DEI в продвижении обратной дискриминации против белых мужчин. 
DEI критикуют за недостаточное внимание к людям с ограниченными возможностями, которые часто игнорируются в программах по достижению разнообразия.  
В 2024 году научно-исследовательский институт сетевого заражения в сотрудничестве с Ратгерским университетом провёл обширное исследование на двух контрольных группах из 423 студентов, первая группа прошла курс по стандартным материалам DEI, а другая — нет. В итоге первая группа студентов при одинаковых опросах проявляла большую враждебность, предвзятость, авторитарные настроения, поощряла принудительный контроль и карательные меры, видела признаки дискриминации в нейтральных сценариях, также среди студентов первой группы повысилась расовая напряженность.  

### Рабочая среда
Мероприятия, направленные на достижения разнообразия в рабочей среде во многих конкретных случаях имели сомнительный результат или даже наоборот могли возыметь обратный эффект. Многие корпорации принуждают своих сотрудников проходить курсы по разнообразию, которые однако не оказывают никакого положительного эффекта на рабочую среду. 
Многие сотрудники из маргинальных меньшинств, нанятые в рамках проведения политики DEI столкнулись с организационными проблемами и не возможностью компании-нанимателя грамотно распределить новые рабочие ресурсы. Это явление сравнивали с политикой собачьего свистка. 
Распространение политики DEI в корпоративной среде привело к такому явлению, как Diversity hire, equity hire или DEI hire, когда первостепенным критерием для найма или сохранения рабочего места становится принадлежность к маргинальной группе, а не квалификация работника. В итоге Diversity hire или DEI hire превратились в уничижительный ярлык. Политика DEI может плохо влиять на самовосприятие работников из маргинальных групп, заставлять их сомневаться в своих знаниях, компетенции, усиливать синдром самозванца.
После 2020 года заметно выросло количество исков из-за трудовой дискриминации в отношении мужчин в компаниях, внедривших политику DEI. В некоторых случаях истцы получали денежные компенсации.  

### Академическая свобода
Многие американские академии принимают кандидатов и преподавателей только при условии, если они высказывают поддержку DEI. Критиками это рассматривается, как атака на академическую свободу. Во многих американских университетах сформировалась среда, в которой учёного могут подвергнуть наказанию и травле за мнение, противоречащее DEI или критику некоторых её аспектов. В 2022 году каждый пятый университет и колледж выдвигал поддержку DEI, как одно из главных условий найма на работу. Известно, что например Калифорнийский университет в Беркли между 2018 и 2019 годами отказал в найме 75% профессоров по естественным наукам исключительно на основе их заявлений о разнообразии. Некоторые штаты запретили подобную практику.

### Антисемитизм
Сторонников DEI критикуют за антисемитизм. Антисемитизм как правило игнорируется в учебных программах DEI по равенству. Многие сторонники DEI верят в теории заговора о евреях, как группе, наделённой властью и в их парадигме евреи не заслуживают защиты от травли и дискриминации. Эта проблема приобрела особую актуальность в 2023 и 2024 годах, когда основная волна антисемитских инцидентов произошла в кампусах, где активнее всего продвигалась политика DEI.  

### Игровая индустрия
В 2020-е года политика DEI активно внедрялось крупнейшими игровыми издателями в американской игровой AAA индустрии для повышения разнообразия как среди работников индустрии, так и персонажей в играх. Для достижения этих целей, игровые издатели начали нанимать консультантов по разнообразию, которые должны были следить за разработчиками. Одна из таких компаний — Sweet Baby Inc. — попала в центр скандала, связанного с попыткой отменить создателя группы Sweet Baby Inc. В последствии сама Sweet Baby Inc. стала целью для нападок со стороны консервативных геймеров и альт-райт. Пользователи начали разыскивать другие подобные компании и составлять чёрные списки DEI-игр. По своей масштабности данное событие сравнивали с новым геймергейтом.